# Alnarp
Alnarp (pronúncia sueca: [ˈɑ̂ːlnarp])  é um aglomerado populacional no sul  da cidade de Lomma, localizada no condado da Escânia, no sul da Suécia. Está situado perto da costa do estreito de Öresund, a norte de Malmö, a sul de Lomma e a sudoeste de Lund.
A fundação de Alnarp data de 1325 e tornou-se a residência oficial do governador-geral da Scania em 1674. Em 1862, o Castelo Alnarp existente foi construído para abrigar uma nova universidade de agronomia, agora parte do campus universitário de Alnarp da Universidade de Ciências Agrárias da Suécia.
Alnarp também abriga sede da NordGen, uma organização de conservação de plantas, animais e florestas, guardião de recursos genéticos e organização de uso sustentável, financiada e financiada principalmente pelo Conselho Nórdico. O parque no castelo Alnarp é famoso por sua grande diversidade de espécies de árvores. A área do campus também consiste no Alnarp Rehabilitation Garden, onde a Universidade de Ciências Agrárias da Suécia realizam suas aulas e pesquisas, em terapia de horticultura, psicologia ambiental e arquitetura paisagística.